# Colin McRae: Dirt 2
Colin McRae: DiRT 2 ist ein von Codemasters entwickeltes Computerspiel, das am 3. Dezember 2009 in Europa veröffentlicht wurde. Das Rennspiel ist der siebte Teil in der Colin-McRae-Rally-Serie und erschien für die Betriebssysteme Microsoft Windows und Mac OS X sowie für die Spielekonsolen Xbox 360, PlayStation 3, Nintendo DS und Wii. Es ist der Nachfolger zu Colin McRae: Dirt und der letzte Teil, der Colin McRae im Namen trug. Es verwendet den mittlerweile eingestellten Games for Windows - LIVE Dienst.

## Spielprinzip
Das Spiel bietet fünf Renndisziplinen, die alle offline gegen Computergegner oder online spielbar sind.
- Rallyes finden auf Straßen statt, die keine Rundstrecken sind und in der Regel öffentliche (gesperrte) Strecken und technisch anspruchsvolle Strecken umfassen. In der Regel handelt es sich um gestaffelte Starts, bei denen jeder Fahrer gegen die Uhr antritt. Ferner ist bei Rallye-Veranstaltungen ein Beifahrer anwesend, der Fahrtenzettel vorliest und den Fahrer über schmale und kurvenreiche Strecken. Rallye-Rennen erstrecken sich über Baja California, Malaysia, China, Kroatien und Marokko.
- Bei Rallycross-Rennen werden Autos eingesetzt, die mit denen identisch sind, die bei Rallye-Veranstaltungen eingesetzt werden. Die Strecken selbst sind jedoch sehr unterschiedlich. Bei jedem Rallye-Cross-Rennen treten bis zu acht Rennfahrer in mehreren Runden auf Rundstrecken mit gemischtem Untergrund gegeneinander an oft in oder um Stadien herum. Rallycross findet an Schauplätzen in London, Los Angeles und Japan statt.
- „Trailblazer“ beinhaltet Bergrennen mit gestaffelten Starts. Die Autos verfügen in der Regel über aerodynamische Hilfsmittel wie Spoiler, Diffusoren und Splitter, um die Traktion bei höheren Geschwindigkeiten aufrechtzuerhalten, unabhängig von der Streckenoberfläche oder den Bedingungen. Veranstaltungsorte sind Utah, China und Marokko.
- Rallye Raid sind Veranstaltungen mit mehreren Fahrzeugen und schweren Fahrzeugen wie Buggys und Trophy Trucks. Jedes Rennen beginnt mit einem gleichzeitigen Start von bis zu acht Teilnehmern. Die Rennen erstrecken sich über Baja California, Kroatien, Malaysia und Marokko.
- „Landrush“ ähneln Raid-Rennen, finden jedoch auf einer Rennstrecke statt. Bei jeder Veranstaltung treten acht Rennfahrer auf einer unbefestigten Strecke an und umfassen mehrere Runden. Landrush-Events erstrecken sich über Baja California, Malaysia und Marokko.

Ebenso sind drei Spezialmodi enthalten.
- Bei „Gatecrasher“ müssen gegen ein Zeitlimit gelbe Barrieren entlang Ideallinie durchbrochen werden, die jeweils die Zeit bis zum Ende verlängern. Der Spieler, der am längsten fährt, gewinnt.
- In „Domination“ konkurrieren mehrere Fahrer um die schnellste Zeit auf einem bestimmten Streckenabschnitt. Punkte werden für die Anzahl der gewonnenen Abschnitte und die Endplatzierung vergeben.
- „Last Man Standing“ ist ein auf Rallycross basierendes Ausscheidungsrennen, bei dem der Fahrer auf dem letzten Platz in 20-Sekunden-Intervallen ausscheidet. Der Gewinner ist der letzte Fahrer, der übrig bleibt, nachdem alle anderen ausgeschieden sind.

## Rezeption
Die Darstellung der Schauplätze durch die Ego-Engine sei beeindruckend. Seitens der Geräuschkulisse warte das Spiel mit satten Motorenklängen, wuchtigen Soundeffekten, guten Sprechern sowie einem tollen Soundtrack auf. Der Umfang im Vergleich zum Vorgänger wurde hingegen reduziert. Die Fahrweise der Computergegner sei auffällig ruppig.
Die Portierungen auf die Konsolen seien passabel, lediglich die Version für Wii sei misslungen. Die Fassung für PC sei den Konsolen jedoch überlegen.
Es handele sich um einen herausragenden Titel mit dem wohl besten Schadensmodell des Genres. Die aufwändige Gestaltung der Menüs sei vorbildlich. Die Performance der Engine sei im Vergleich zum Vorgänger stark verbessert. Die Rennen seien sehr zugänglich und actionreich, das Streckendesign derzeit konkurrenzlos.